# Claudia Zornoza (Fußballspielerin)
Claudia Zornoza Sánchez (* 20. Oktober 1990 in Madrid) ist eine spanische Fußballspielerin. Zumeist wird sie im Mittelfeld eingesetzt.

## Karriere

### Verein
Claudia Zornoza, die in ihrer Jugend unter anderem bei Rayo Vallecano gespielt hatte, debütierte 2008/09 in den Reihen vom FC Pozuelo de Alarcón in der ersten Spielklasse. Ihr Team beendete die Saison auf dem 16. Platz und musste in die Segunda División absteigen. Nach einer Spielzeit in der zweiten Liga, wechselte Zornoza zu ihrem ehemaligen Jugendverein und regierenden Meister Rayo Vallecano. In der Saison 2010/11 debütierte sie in der UEFA Women’s Champions League, setzte sich mit ihrer Mannschaft im Sechzehntelfinale gegen Valur Reykjavík durch, scheiterte jedoch im Achtelfinale mit 3:4 nach Hin- und Rückspiel an Arsenal FC. Im Februar 2011 zog sie sich einen Kreuzbandriss am rechten Knie zu und fiel für den Rest der Spielzeit aus, ihr Klub konnte den Titel in der spanischen Meisterschaft erfolgreich verteidigen. Im Dezember 2011 wechselte Zornoza zum Lokalrivalen Atlético Madrid. Bei den Rojiblancas sollte sie drei Saisons verbringen und erreichte 2012/13 und 2013/14 jeweils Platz drei in der Meisterschaft, bei der Copa de la Reina 2013 scheiterte ihre Mannschaft im Halbfinale am späteren Sieger FC Barcelona. Im Sommer 2014 verpflichtete der FC Valencia Zornoza, doch im Januar 2015 stoppte sie erneut ein Kreuzbandriss und es folgte eine lange Verletzungspause, bis sie im Oktober dieses Jahres wieder ein Ligaspiel bestreiten konnte. Mit Valencia erreichte sie 2016 und 2017 das Halbfinale im Pokal und beendete die Meisterschaft 2016/17 auf dem dritten Platz, zu diesem Zeitpunkt die beste Ligaplatzierung der Klubgeschichte. Nach einer Saison in den Diensten von Real Sociedad, wechselte Zornoza 2018 zu Valencias Lokalrivalen UD Levante, wo sie mit ihrem Team in drei Spielzeiten jeweils auf dem dritten Platz in der Meisterschaft landete und in der Saison 2020/21 darüber hinaus die Qualifikation zur Champions League sowie das Finale der Copa de la Reina erreichte, wo Levante mit 2:4 gegen den FC Barcelona unterlag. Im Sommer 2021 unterschrieb Claudia Zornoza für Real Madrid. Hier sollte die Mittelfeldspielerin drei Saisons verbringen, in denen sie unter anderem das Viertelfinale der Champions League 2021/22 und das Finale des spanischen Pokals 2022/23 erreichte. In der Meisterschaft landete sie mit ihrer Mannschaft sowohl 2022/23 als auch 2023/24 auf dem zweiten Platz.
Im Sommer 2024 unterschrieb Claudia Zornoza für die NWSL-Mannschaft Utah Royals FC.

### Nationalmannschaft
Claudia Zornoza debütierte am 4. März 2016 in einem Testspiel gegen Rumänien in der spanischen Nationalmannschaft. Danach wurde sie mehrere Jahre lang nicht für ihre Landesauswahl nominiert, ehe die mittlerweile 31-jährige aufgrund ihrer starken Leistungen in den Reihen von Real Madrid wieder einberufen wurde und am 7. April 2022 gegen Brasilien ihren zweiten Einsatz für Spanien hatte. Mit Spanien gewann Zornoza bei der WM-Endrunde 2023 den Titel, sie selbst kam im Laufe des Turniers auf zwei Einsätze. Im Anschluss an die Weltmeisterschaft erklärte sie ihren Rücktritt von der Nationalmannschaft, sie wolle sich in Zukunft auf ihren Klub konzentrieren. Insgesamt brachte es Zornoza auf 13 Einsätze im Nationalteam.

## Erfolge
- Weltmeisterin: 2023
- Spanische Meisterin: 2011